# Kentkaues IV.
Kentkaues (Hent, Kent; Khentkaues) bila je drevna Egipćanka, plemkinja koja je živjela na dvoru faraona Tetija, 1. kralja 6. dinastije starog Egipta.
Ona je najvjerojatnije bila Tetijeva konkubina ili supruga vrlo niskog ranga, a imala je naslov „kraljeva majka“ (mwt-niswt).
Kentkaues nam je znana jer je prikazana na reljefu u hramu faraona Pepija I., Tetijeva sina. Kentkaues je na dvoru živjela s njegovom majkom Iput I. i drugom kraljicom, Kuit II.

## Teorije
Postoje barem tri teorije o Kentkaues.
Prema jednoj, Kentkaues je bila majka faraona Userkarea. On je vladao veoma kratko između Tetija i Pepija, a njegovo je pravo podrijetlo u potpunosti nepoznato. (Postoji i teorija da mu je majka bila Kuit.)
Prema drugoj teoriji, Kentkaues je možda kovala urotu protiv Pepija jer je u grobnici Wenisa zapisano da je jedna kraljica optužena za urotu, a to nikako nije bila Iput. Malo je vjerojatno da je to bila Kuit.
Kraljevna Sešešet Merout je možda bila kći Kentkaues, a moguće je da je jedna druga kraljevna bila njezina kći.